# Beania distans
Beania distans is een mosdiertjessoort uit de familie van de Beaniidae. De wetenschappelijke naam van de soort is, als Diachoris distans, voor het eerst geldig gepubliceerd in 1881 door Hincks.